# Le Guerrier de jade
Pour plus de détails, voir Fiche technique et Distribution.
Le Guerrier de jade (titre original : Jadesoturi ;  en chinois : 玉战士) est un film sino-finlandais réalisé par Antti-Jussi Annila et sorti en 2006. 
Le film combine le genre chinois Wu Xia Pian et la mythologie du Kalevala.

## Fiche technique
- Titre : Le Guerrier de jade
- Titre original : Jadesoturi
- Titre chinois : 玉战士
- Réalisation : Antti-Jussi Annila
- Scénario : Antti-Jussi Annila, Petri Jokiranta, Iiro Küttner
- Musique : Samuli Kosminen et Kimmo Pohjonen
- Montage : Iikka Hesse
- Producteur : Petri Jokiranta, Tero Kaukomaa et Jonah Greenberg
- Distribution : Blind Spot Pictures
- Budget : 2.7 millions d'euros
- Langue : finnois et mandarin standard
- Genre : Film dramatique, Film d'action, fantasy
- Durée : 110 minutes (1 h 50)
- Date de sortie : 2006

## Distribution
- Tommi Eronen - Kai/Sintai
- Markku Peltola - Berg
- Krista Kosonen - Ronja
- Zhang Jingchu - Pin Yu
- Elle Kull - Weckström
- Taiseng Cheng - le Démon
- Hao Dang - Cho